# Sirinhaém
Sirinhaém – miasto i gmina w Brazylii, w stanie Pernambuco, w mezoregionie Mata Pernambucana, w mikroregionie Mata Meridional Pernambucana. Według Brazylijskiego Instytutu Geograficzno-Statystycznego, 2016 roku miejscowość liczyła 44 734 mieszkańców.